# 3323 Turgenev
3323 Turgenev este un asteroid din centura principală, descoperit pe 22 septembrie 1979, de Nikolai Cernîh.